# Revue aéronautique de France
Revue aéronautique de France était un mensuel français de l'Entre-deux-guerres, sous-titré Organe Officiel de la Ligue Aéronautique de France, qui parut de 1924 à 1951. Il était vendu au prix de 2 Francs.
Elle comprenait des articles sur les dirigeables, hydravions, planeurs, autogires, un récit du premier combat aérien (numéro de mars 1935), des coupes de moteurs...
Son siège social était situé au 18 avenue Victor-Emmanuel-III, Paris VIII. 
La revue avait des dimensions variables :
- Hauteur de 26,5 à 28,5 cm.
- Largeur de 20,3 à 21,3 cm.

## Référence
1. ↑  « Notice bibliographique », sur BnF catalogue général